# Liga dos Campeões da CONCACAF de 2012–13 – Fases finais
A Fase Final da Liga dos Campeões da CONCACAF de 2012–13 foi disputada entre março e maio de 2013. Os oito primeiros colococados da fase de grupos disputaram as fases finais.

## Equipes classificadas
| Grupo | Vencedores          |
| ----- | ------------------- |
| 1     | Santos Laguna       |
| 2     | Herediano           |
| 3     | Houston Dynamo      |
| 4     | Seattle Sounders FC |
| 5     | Los Angeles Galaxy  |
| 6     | Tigres              |
| 7     | Monterrey           |
| 8     | Xelajú              |

## Chaveamento
| \| Chave \| Equipe \| P \| J \| V \| E \| D \| GP \| GC \| SG \| \| ----- \| ------------------- \| -- \| - \| - \| - \| - \| -- \| -- \| --- \| \| 1 \| Monterrey \| 12 \| 4 \| 4 \| 0 \| 0 \| 15 \| 0 \| +15 \| \| 2 \| Santos Laguna \| 12 \| 4 \| 4 \| 0 \| 0 \| 13 \| 1 \| +12 \| \| 3 \| Seattle Sounders FC \| 12 \| 4 \| 4 \| 0 \| 0 \| 12 \| 5 \| +7 \| \| 4 \| Los Angeles Galaxy \| 10 \| 4 \| 3 \| 1 \| 0 \| 12 \| 4 \| +8 \| \| 5 \| Herediano \| 10 \| 4 \| 3 \| 1 \| 0 \| 4 \| 1 \| +3 \| \| 6 \| Tigres \| 8 \| 4 \| 2 \| 2 \| 0 \| 12 \| 3 \| +9 \| \| 7 \| Houston Dynamo \| 8 \| 4 \| 2 \| 2 \| 0 \| 9 \| 3 \| +6 \| \| 8 \| Xelajú \| 7 \| 4 \| 2 \| 1 \| 1 \| 7 \| 6 \| +1 \| | Critérios de desempate Caso os vencedores de cada grupo empatarem em pontos, a ordem das equipes será determinada da seguinte forma: 1. Melhor diferença de gol 2. Mais gols marcados 3. Mais gols marcados fora de casa 4. Mais vitórias 5. Mais vitórias fora de casa 6. Sorteio |    |   |   |   |   |    |    |     |
| Chave | Equipe | P  | J | V | E | D | GP | GC | SG  |
| 1 | Monterrey | 12 | 4 | 4 | 0 | 0 | 15 | 0  | +15 |
| 2 | Santos Laguna | 12 | 4 | 4 | 0 | 0 | 13 | 1  | +12 |
| 3 | Seattle Sounders FC | 12 | 4 | 4 | 0 | 0 | 12 | 5  | +7  |
| 4 | Los Angeles Galaxy | 10 | 4 | 3 | 1 | 0 | 12 | 4  | +8  |
| 5 | Herediano | 10 | 4 | 3 | 1 | 0 | 4  | 1  | +3  |
| 6 | Tigres | 8  | 4 | 2 | 2 | 0 | 12 | 3  | +9  |
| 7 | Houston Dynamo | 8  | 4 | 2 | 2 | 0 | 9  | 3  | +6  |
| 8 | Xelajú | 7  | 4 | 2 | 1 | 1 | 7  | 6  | +1  |

## Quartas-de-final
| Equipe 1       | Total | Equipe 2            | 1.º jogo | 2.º jogo |
| -------------- | ----- | ------------------- | -------- | -------- |
| Xelajú         | 2–4   | Monterrey           | 1–3      | 1–1      |
| Houston Dynamo | 1–3   | Santos Laguna       | 1–0      | 0–3      |
| Tigres         | 2–3   | Seattle Sounders FC | 1–0      | 1–3      |
| Herediano      | 1–4   | Los Angeles Galaxy  | 0–0      | 1–4      |

Partidas de ida: todos os horários em (UTC−5); Partidas de volta em (UTC−4).

### Partidas de ida
| 5 de março de 2013 | Houston Dynamo | 1 – 0     | Santos Laguna | BBVA Compass Stadium, Houston               |
| 20:00              | Davis 89'      | Relatório |               | Público: 17 454 Árbitro: PAN Roberto Moreno |

| 6 de março de 2013 | Xelajú      | 1 – 3     | Monterrey                            | Estádio Mario Camposeco, Quetzaltenango     |
| 20:00              | Estacuy 58' | Relatório | Mier 9' · de Nigris 43' · Corona 76' | Público: 4 553 Árbitro: CAN Silviu Petrescu |

| 6 de março de 2013 | Tigres     | 1 – 0     | Seattle Sounders FC | Estádio Universitário, San Nicolás de los Garza |
| 22:00              | Pulido 74' | Relatório |                     | Público: 32 810 Árbitro: CRC Jeffrey Solis      |

| 7 de março de 2013 | Herediano | 0 – 0     | Los Angeles Galaxy | Estádio Eladio Rosabal Cordero, Heredia       |
| 20:00              |           | Relatório |                    | Público: 4 314 Árbitro: JAM Courtney Campbell |

### Partidas de volta
| 12 de março de 2013 | Monterrey | 1 – 1     | Xelajú       | Estádio Tecnológico, Monterrei           |
| 20:00               | Ayoví 63' | Relatório | Santiago 44' | Público: 30 440 Árbitro: CUB Marcos Brea |

Monterrey venceu por 4–2 no agregado e avançou a próxima fase.
| 12 de março de 2013 | Seattle Sounders FC                   | 3 – 1     | Tigres        | CenturyLink Field, Seattle                 |
| 22:00               | Yedlin 53' · Traoré 60' · Johnson 75' | Relatório | Hernández 23' | Público: 20 520 Árbitro: SLV Elmer Bonilla |

Seattle Sounders FC venceu por 3–2 no agregado e avançou a próxima fase.
| 13 de março de 2013 | Santos Laguna                               | 3 – 0     | Houston Dynamo | Estádio Corona, Torreón                        |
| 20:00               | Rodríguez 23' · Gomez 28' · Marc Crosas 76' | Relatório |                | Público: 27 563 Árbitro: SUR Enrico Wijngaarde |

Santos Laguna venceu por 3–1 no agregado e avançou a próxima fase.
| 13 de março de 2013 | Los Angeles Galaxy                                       | 4 – 1     | Herediano   | Home Depot Center, Carson                |
| 22:00               | Gonzalez 18' · Villarreal 69' · Keane 83' · McBean 90+3' | Relatório | Aguilar 85' | Público: 8 284 Árbitro: GUA Walter Lopez |

Los Angeles Galaxy venceu por 4–1 no agregado e avançou a próxima fase.

## Semifinais
| Equipe 1            | Total | Equipe 2      | 1.º jogo | 2.º jogo |
| ------------------- | ----- | ------------- | -------- | -------- |
| Los Angeles Galaxy  | 1–3   | Monterrey     | 1–2      | 0–1      |
| Seattle Sounders FC | 1–2   | Santos Laguna | 0–1      | 1–1      |

Todos os horários em (UTC−4).

### Partidas de ida
| 2 de abril de 2013 | Seattle Sounders FC | 0 – 1     | Santos Laguna | CenturyLink Field, Seattle                    |
| 22:00              |                     | Relatório | Gomez 54'     | Público: 21 057 Árbitro: HON Héctor Rodríguez |

| 3 de abril de 2013 | Los Angeles Galaxy | 1 – 2     | Monterrey                 | Home Depot Center, Carson              |
| 22:00              | DeLaGarza 28'      | Relatório | Suazo 82' · de Nigris 90' | Público: 21 745 Árbitro: CRC Hugo Cruz |

### Partidas de volta
| 9 de abril de 2013 | Santos Laguna | 1 – 1     | Seattle Sounders FC | Estádio Corona, Torreón                   |
| 20:00              | Quintero 21'  | Relatório | Neagle 73'          | Público: 19 595 Árbitro: SLV Joel Aguilar |

Santos Laguna venceu por 2–1 no agregado e avançou a final.
| 10 de abril de 2013 | Monterrey     | 1 – 0     | Los Angeles Galaxy | Estádio Tecnológico, Monterrei              |
| 22:00               | de Nigris 81' | Relatório |                    | Público: 32 234 Árbitro: PAN Roberto Moreno |

Monterrey venceu por 3–1 no agregado e avançou a final.

## Finais
| Equipe 1      | Total | Equipe 2  | 1.º jogo | 2.º jogo |
| ------------- | ----- | --------- | -------- | -------- |
| Santos Laguna | 2–4   | Monterrey | 0–0      | 2–4      |

Todos os horários em (UTC−4).

### Partida de ida
| 24 de abril de 2013 | Santos Laguna | 0 – 0     | Monterrey | Estádio Corona, Torreón                     |
| 22:00               |               | Relatório |           | Público: 21 401 Árbitro: MEX Roberto García |

### Partida de volta
| 1 de maio de 2013 | Monterrey                                      | 4 – 2     | Santos Laguna            | Estádio Tecnológico, Monterrei               |
| 22:00             | de Nigris 60', 87' · Cardozo 84' · Suazo 90+1' | Relatório | Quintero 38' · Baloy 50' | Público: 33 667 Árbitro: MEX Marco Rodríguez |